# 小行星4865
小行星4865（4865 Sor）是一颗围绕太阳公转的小行星。1988年10月18日，關勉在藝西天文台发现了此天体。
該小行星以西班牙作曲家費爾南多·索爾命名。
这颗小行星的绝对星等为67.65337等。